# Berkmans Speed Scout
Le Berkmans Speed Scout était un avion de reconnaissance biplan développé par les frères Maurice et Emile Berkmans pour l'Armée de l'air des États-Unis. Effectuant son premier vol en 1917, il fut testé en 1918 avec des résultats positifs, mais la fin de la Première Guerre mondiale empêcha toute production supplémentaire, et un seul exemplaire fut construit.

## Historique
- 1917 : Le Berkmans Speed Scout effectue son premier vol. Cet avion de reconnaissance biplan est conçu par les frères Maurice et Emile Berkmans pour l'armée de l'air des États-Unis. Il est testé afin d'évaluer ses performances dans le cadre des besoins militaires pendant la Première Guerre mondiale.
- 1918 : Des essais sont réalisés avec le Berkmans Speed Scout, donnant des résultats positifs. L'appareil montre de bonnes performances en vol, notamment en termes de vitesse et d'endurance. Toutefois, la fin de la Première Guerre mondiale marque l'arrêt des besoins militaires pour de nouveaux avions de reconnaissance. Par conséquent, aucune commande de production n'est passée, et l'appareil ne sera pas fabriqué en série. Un seul exemplaire de l'avion est construit et reste le seul modèle de cette conception.

## Caractéristiques Techniques
- Type : Avion de reconnaissance biplan
- Pays d'origine : États-Unis
- Concepteur : Maurice et Emile Berkmans
- Première vol : 1917
- Nombre construit : 1
- Utilisateur principal : Aucun (non produit en série après les tests)

### Dimensions
- Longueur : 5,49 m
- Envergure : 7,92 m
- Hauteur : 2,44 m

### Poids
- Poids à vide : 372 kg
- Poids maximal au décollage : 540 kg

### Performances
- Vitesse maximale : 185 km/h
- Autonomie : 2 heures 30 minutes
- Plafond : 6 706 m
- Vitesse de montée : 5,58 m/s

### Moteur
- Moteur : Gnome Monosoupape 9 Type B-2
- Puissance : 100 ch